# Puchar Sześciu Narodów Kobiet 2024
Puchar Sześciu Narodów Kobiet 2024 – dwudziesta trzecia edycja Pucharu Sześciu Narodów Kobiet, międzynarodowych rozgrywek w rugby union dla żeńskich reprezentacji narodowych. Zawody odbyły się w dniach 23 marca – 27 kwietnia 2024 roku, a zwyciężyła w nich reprezentacja Anglii, która pokonała wszystkich rywali i tym samym zdobyła dodatkowo Wielkiego Szlema.
Wliczając turnieje w poprzedniej formie, od czasów Home Internal Championship i Pucharu Pięciu Narodów, była to dwudziesta dziewiąta edycja tych zawodów.
Harmonogram rozgrywek opublikowano w marcu 2023 roku, pozostawiając oddzielne okienko już po zakończeniu turnieju mężczyzn. Sędziowie spotkań zostali wyznaczeni w połowie lutego 2024 roku, z późniejszymi zmianami.
Zgodnie z przedturniejowymi przewidywaniami zawody zdominowała reprezentacja Anglii zdobywając Wielkiego Szlema. Z grona czterech zawodniczek wytypowanych przez organizatorów za najlepszą została uznana przedstawicielka triumfatorek, Ellie Kildunne.

## Mecze
| 23 marca 202414:15 | Francja | 38:17(17:3) | Irlandia | Stade Marie-Marvingt, Le Mans Sędzia: Kat Roche |
| 23 marca 202414:15 |         | 38:17(17:3) |          | Stade Marie-Marvingt, Le Mans Sędzia: Kat Roche |

| 23 marca 202416:45 | Walia | 18:20(6:10) | Szkocja | Cardiff Arms Park, Cardiff Sędzia: Clara Munarini |
| 23 marca 202416:45 |       | 18:20(6:10) |         | Cardiff Arms Park, Cardiff Sędzia: Clara Munarini |

| 24 marca 202415:00 | Włochy | 0:48(0:10) | Anglia | Stadio Sergio Lanfranchi, Parma Sędzia: Aurélie Groizeleau |
| 24 marca 202415:00 |        | 0:48(0:10) |        | Stadio Sergio Lanfranchi, Parma Sędzia: Aurélie Groizeleau |

| 30 marca 202414:15 | Szkocja | 5:15(5:3) | Francja | Hive Stadium, Edynburg Sędzia: Sara Cox |
| 30 marca 202414:15 |         | 5:15(5:3) |         | Hive Stadium, Edynburg Sędzia: Sara Cox |

| 30 marca 202416:45 | Anglia | 46:10(24:3) | Walia | Ashton Gate, Bristol Sędzia: Kat Roche |
| 30 marca 202416:45 |        | 46:10(24:3) |       | Ashton Gate, Bristol Sędzia: Kat Roche |

| 31 marca 202414:00 | Irlandia | 21:27(7:15) | Włochy | RDS Arena, Dublin Sędzia: Hollie Davidson |
| 31 marca 202414:00 |          | 21:27(7:15) |        | RDS Arena, Dublin Sędzia: Hollie Davidson |

| 13 kwietnia 202413:15 | Szkocja | 0:46(0:17) | Anglia | Hive Stadium, Edynburg Sędzia: Clara Munarini |
| 13 kwietnia 202413:15 |         | 0:46(0:17) |        | Hive Stadium, Edynburg Sędzia: Clara Munarini |

| 13 kwietnia 202415:45 | Irlandia | 36:5(21:0) | Walia | Virgin Media Park, Cork Sędzia: Sara Cox |
| 13 kwietnia 202415:45 |          | 36:5(21:0) |       | Virgin Media Park, Cork Sędzia: Sara Cox |

| 14 kwietnia 202411:30 | Francja | 38:15(26:3) | Włochy | Stade Jean-Bouin, Paryż Sędzia: Joy Neville |
| 14 kwietnia 202411:30 |         | 38:15(26:3) |        | Stade Jean-Bouin, Paryż Sędzia: Joy Neville |

| 20 kwietnia 202413:15 | Anglia | 88:10(38:3) | Irlandia | Twickenham Stadium Londyn Sędzia: Aurélie Groizeleau |
| 20 kwietnia 202413:15 |        | 88:10(38:3) |          | Twickenham Stadium Londyn Sędzia: Aurélie Groizeleau |

| 20 kwietnia 202415:45 | Włochy | 10:17(7:7) | Szkocja | Stadio Sergio Lanfranchi, Parma Sędzia: Maggie Cogger-Orr |
| 20 kwietnia 202415:45 |        | 10:17(7:7) |         | Stadio Sergio Lanfranchi, Parma Sędzia: Maggie Cogger-Orr |

| 21 kwietnia 202414:15 | Walia | 0:40(0:19) | Francja | Cardiff Arms Park, Cardiff Sędzia: Hollie Davidson |
| 21 kwietnia 202414:15 |       | 0:40(0:19) |         | Cardiff Arms Park, Cardiff Sędzia: Hollie Davidson |

| 27 kwietnia 202411:15 | Walia | 22:20(5:10) | Włochy | Millennium Stadium, Cardiff Sędzia: Aimee Barrett-Theron |
| 27 kwietnia 202411:15 |       | 22:20(5:10) |        | Millennium Stadium, Cardiff Sędzia: Aimee Barrett-Theron |

| 27 kwietnia 202413:30 | Irlandia | 15:12(0:5) | Szkocja | Kingspan Stadium, Belfast Sędzia: Natarsha Ganley |
| 27 kwietnia 202413:30 |          | 15:12(0:5) |         | Kingspan Stadium, Belfast Sędzia: Natarsha Ganley |

| 27 kwietnia 202415:45 | Francja | 21:42(14:35) | Anglia | Stade Chaban-Delmas, Bordeaux Sędzia: Maggie Cogger-Orr |
| 27 kwietnia 202415:45 |         | 21:42(14:35) |        | Stade Chaban-Delmas, Bordeaux Sędzia: Maggie Cogger-Orr |